# ゲディオン・ティモテオス
ゲディオン・ティモテオス（アムハラ語: ጌድዮን ቲሞጢዎስ）は、エチオピアの政治家。2024年10月18日より外務大臣、2021年11月2日より司法長官を務めている。また2021年10月6日から2024年10月18日まで、法務大臣を務めていた。

## 政治家として
ゲディオン・ティモテオスは、エチオピアの国家弁護士、司法長官などを歴任後、 2021年11月2日より、法務大臣に就任。2024年10月18日、首相府はタイエ・アツケセラシエの後任としてティモテオスを外務大臣に任命した。この任命は、ティモテオスの妻であるハンナ・アラヤセラシエを後任の法務大臣に任命するのと同時に行われた。

## 私生活
妻はハンナ・アラヤセラシエ。アラヤセラシエは法務大臣とエチオピア投資委員会委員長を兼任している。